# Ján Figeľ

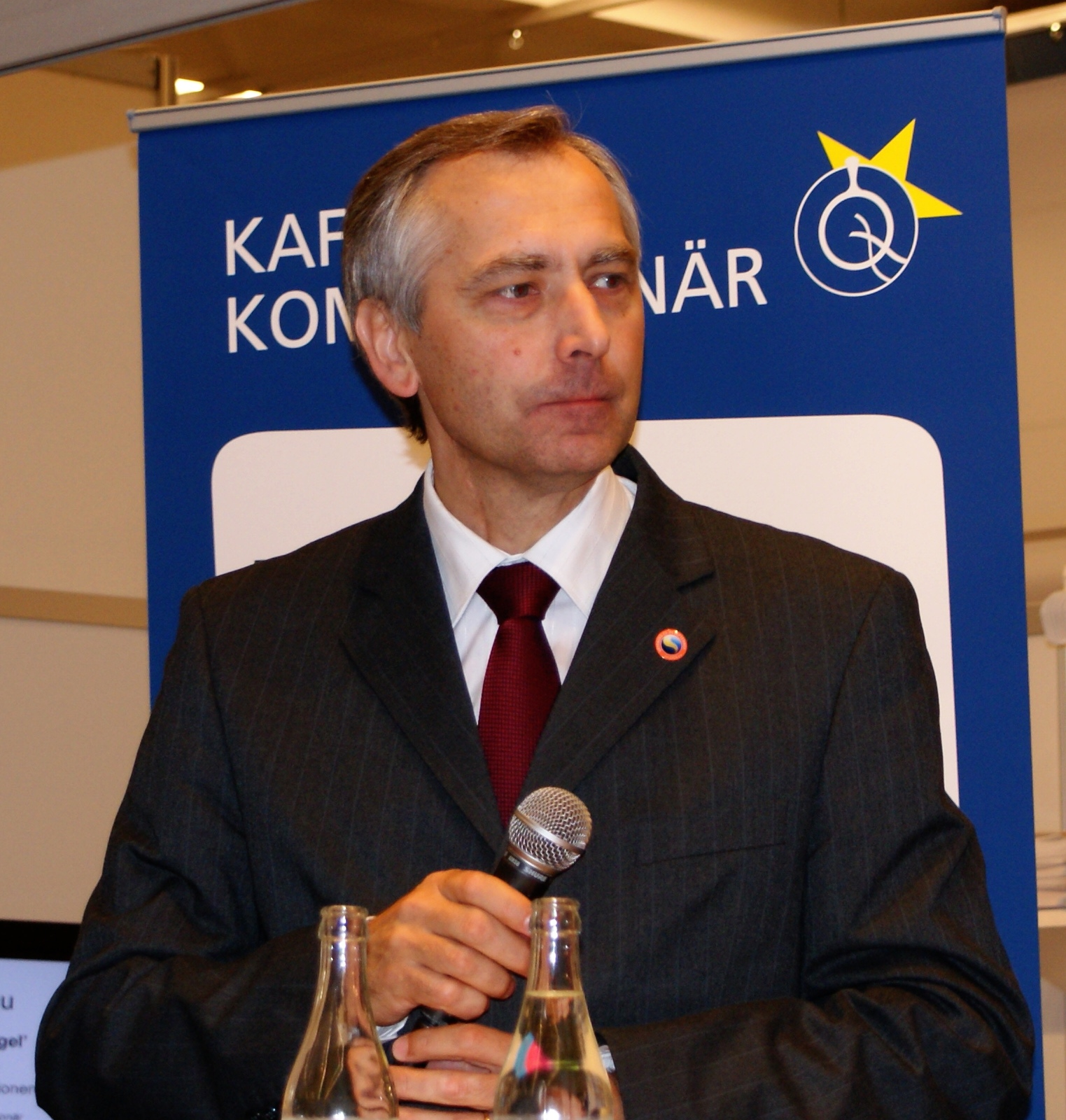
Ján Figeľ in Schweden 2009

Ján Figeľ [jaːn ˈfigɛʎ] (* 20. Januar 1960 in Vranov nad Topľou) ist ein slowakischer Politiker und Vorsitzender der katholisch-konservativen Partei Kresťanskodemokratické hnutie (Christlich-demokratische Bewegung, KDH) und war Verkehrsminister in den Jahren 2010 bis 2012. Von 2004 bis 2009 war er Mitglied der Europäischen Kommission als Kommissar für allgemeine und berufliche Bildung und Kultur. Derzeit ist er stellvertretender Vorsitzender des slowakischen Nationalrats.

## Leben
Von 1978 bis 1983 studierte Figeľ Elektrotechnik an der Technischen Universität Košice. 1994 absolvierte er jeweils einsemestrige Aufbaustudiengänge in internationalen Fragen an der Georgetown University in Washington, D.C. (USA) und an der Universität Antwerpen (Belgien).
Nach der Arbeit in seinem Beruf war Figeľ 1992 bis 1998 Abgeordneter des „Nationalrats der Slowakischen Republik“ (des slowakischen Parlaments) für die (damals) oppositionelle katholisch-konservative Christlich-Demokratische Bewegung (Kresťansko-demokratické hnutie). Danach wurde er bis 2002 Staatssekretär im Außenministerium der Regierung Dzurinda. In dieser Zeit war er für die Beitrittsverhandlungen mit der EU zuständig. Von 2002 bis 2004 war er wieder Nationalratsabgeordneter für dieselbe Partei und Vorsitzender des Auswärtigen Ausschusses.
In der Zeit von 1995 bis 2000 war er außerdem Dozent für Internationale Beziehungen an der Universität Trnava.
Neben eigenen europapolitischen Ämtern in der Slowakei und der Vertretung seines Landes im Europarat war er 2002/2003 Mitglied des Konvents über die Zukunft Europas. Nach einer Einarbeitungszeit im Europäischen Parlament ist er seit 2004 EU-Kommissar. Von Mai bis November war er zusammen mit Erkki Liikanen Unternehmenskommissar. Seitdem war er für Schulwesen und Kultur zuständig, eigentlich wolle er Kommissar für Informatik werden.
Figeľ ist Mitglied in verschiedenen proeuropäischen Vereinigungen in der Slowakei. 2009 wurde er zum Vorsitzenden der KDH gewählt und schied daraufhin am 1. Oktober 2009 aus der Kommission aus. Sein Nachfolger ist Maroš Šefčovič.
In der Regierung Radičová wurde Figeľ zum Minister für Verkehr, Post und Telekommunikation ernannt. Nach dem Regierungswechsel im Jahr 2012 war er nunmehr stellvertretender Vorsitzender des Parlaments.
Von 2016 bis 2019 war er EU-Sonderbeauftragter für die Förderung von Religions- und Weltanschauungsfreiheit außerhalb der Europäischen Union.

## Plagiatsverdacht
Im August 2012 geriet Figeľ in die Schlagzeilen, nachdem es sich herausgestellt hatte, dass seine Doktor-Dissertation möglicherweise ein Plagiat ist. Er erhielt den Grad in sozialer Arbeit im Jahr 2007 an der privaten Hochschule St. Elisabeth für Gesundheitswesen und Soziale Arbeit in Bratislava. Nach Angaben der Zeitung SME seien weite Teile seiner Dissertation aus einem von Figeľ mitautorierten Buch zu Beitrittsverhandlungen der Slowakei mit der Europäischen Union aus dem Jahr 2003 kopiert worden, jedoch ohne Benennung des Koautors. Figeľ war einer der Verhandlungsführer der Slowakei sowie zur Zeit der Dissertationsverfassung EU-Kommissar für Schulwesen und Kultur. Trotz inhaltlicher Mängel entschied sich die Hochschule nach eigener Aussage, „in Blick auf die internationale Stellung“, den Grad zu verleihen; nach Bekenntnis des Rektors sollte Figeľ als prominenter Student das Renommee der Schule erhöht haben. Auch Figeľ verteidigte seine Arbeit, da die soziale Dimension des EU-Beitritts eines der Kernthemen sei. Das slowakische Bildungsministerium prüft derzeit die Rechtmäßigkeit von Figeľs Dissertation sowie die Akkreditierung der Hochschule.

## Publikationen
- Ján Figeľ: Culture, intercultural dialogue and the role of religion 2007, ISSN 1781-6858 (Dissertation VŠZaSP Bratislava 2007).[4]
- Jan Figel, Miroslav Adamis: The accession of the Slovak Republic to the EU, in: Giōrgos Vasileiou: The Accession Story. The EU from 15 to 25 Countries, Oxford University Press, Oxford 2007, ISBN 978-0-19-921587-4.[5]